# NCR Corporation

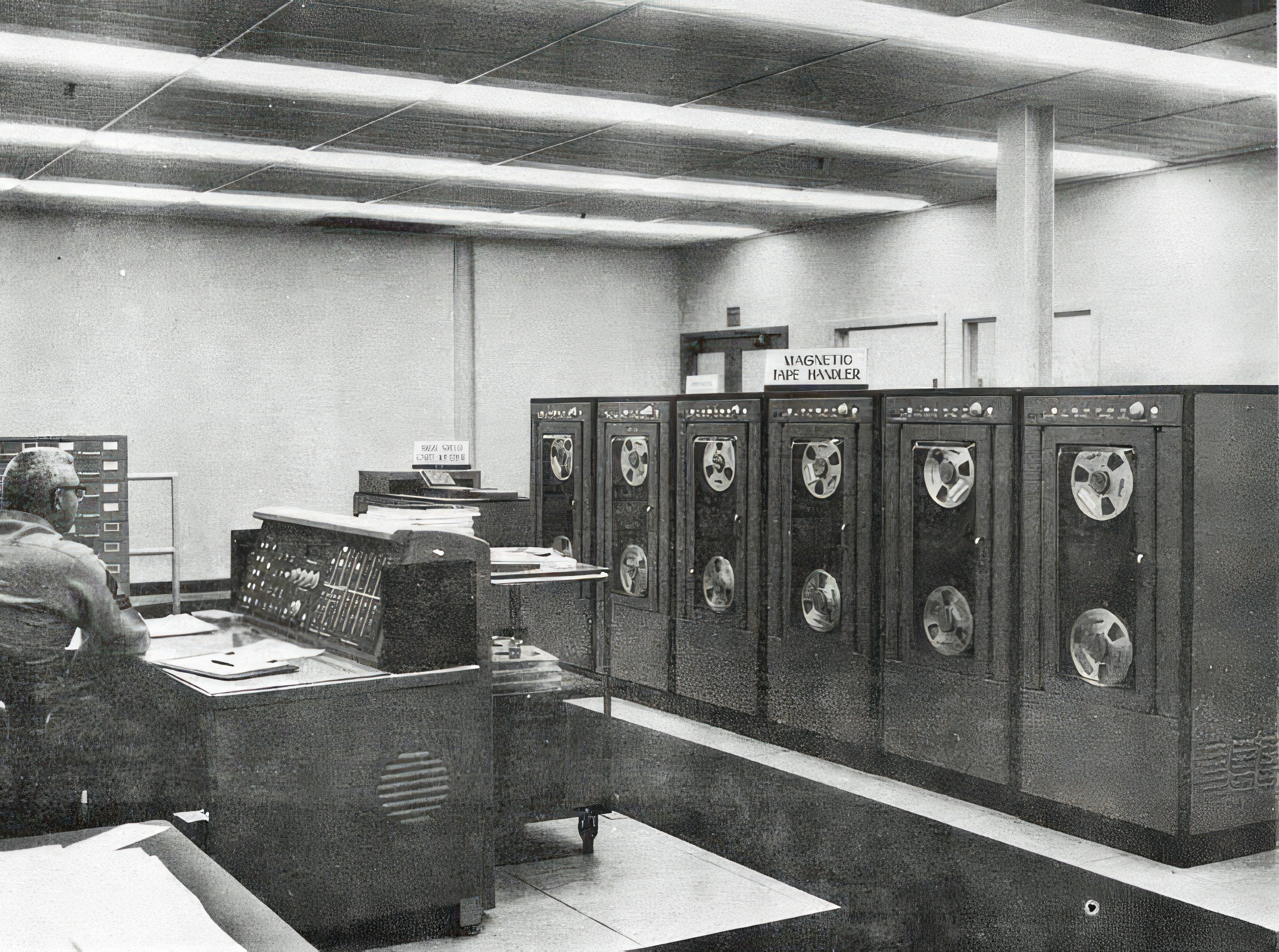
Комп'ютер NCR 304, 1961 рік.

NCR Corporation — американська технологічна компанія, що спеціалізується на продукції для роздрібних мереж, банківської та фінансової, туристичної та медичної галузей.

## Історія
Компанія була сформована в США в 1884 році Джоном Паттерсоном. У 1991 році була поглинута компанією AT&T. З 1997 року NCR знову виділена в окрему компанію. Компанія до 2009 року розташовувалася в Дейтоні, Огайо, потім, продавши всю власність у Дейтоні, компанія перенесла штаб-квартиру в місто Дулут, Джорджія.

## Продукція
Основними продуктами компанії є платіжні термінали, банкомати, POS-термінали, зчитувачі штрих-кодів і різні витратні матеріали. Компанія також є найбільшим провайдером різних аутсорсингових ІТ-послуг.